# Pauli Rantasalmi
Pauli Esro Rantasalmi, född 1 maj 1979 i Helsingfors, är en finländsk gitarrist, mest känd som originalmedlem i rockgruppen The Rasmus 1994–2022.
Utöver rollen som gitarrist har Rantasalmi varit aktiv som skivproducent för mindre kända band förknippade med en musikförening kallad Dynasty, främst Killer och Kwan, och tog emot det finska musikpriset Emma (ungefärlig motsvarighet för en Grammis) för bästa producent 2002. Hösten 2005 grundade han skivbolaget och musikstudion vid samma namn tillsammans med The Rasmus sångare Lauri Ylönen och två andra vänner. Rantasalmi har också en egen studio i Singapore där han är bosatt med familj sedan 2008.
Under The Rasmus tidigare karriär var Rantasalmi och basisten Eero Heinonen även bakgrundssångare. När det kommer till elgitarrer är Rantasalmis spelteknik tämligen progressiv, även om enkla rockackord dominerar The Rasmus mer radiovänliga låtar. Exempel på de mer progressiva låtarna är bland andra Kingston Wall-covern "Used to Feel Before" och det Metallica-inspirerade solot till "Not Like the Other Girls". Rantasalmi är bandmedlemmen som mest sällan uttalar sig i intervjuer. Den 9 januari 2022 meddelade Rantasalmi att han hade valt att lämna bandet.
Rantasalmi har även haft en roll i filmen Den långa varma sommaren (finska Pitkä kuuma kesä) från 1999 som Pate i punkbandet Kalle Päätalo.

## Diskografi
Album med The Rasmus
- 1996 - Peep
- 1997 - Playboys
- 1998 - Hellofatester
- 2001 - Into
- 2003 - Dead Letters
- 2005 - Hide from the Sun
- 2008 - Black Roses
- 2012 - The Rasmus
- 2017 - Dark Matters

Som producent
- 2001 - Dynasty (Kwan)
- 2002 - The Die Is Cast (Kwan)
- 2003 - Sure You Know How to Drive This Thing (Killer)
- 2004 - Pyöreän Pöydän Ritarit (Royal Family)
- 2004 - Love Beyond This World (Kwan)
- 2006 - Little Notes (Kwan)
- 2008 - Blackout Soundtrack (Blandade artister)
- 2008 - Fabulous Tonight (Mariko)